# Gumprecht’sches Haus

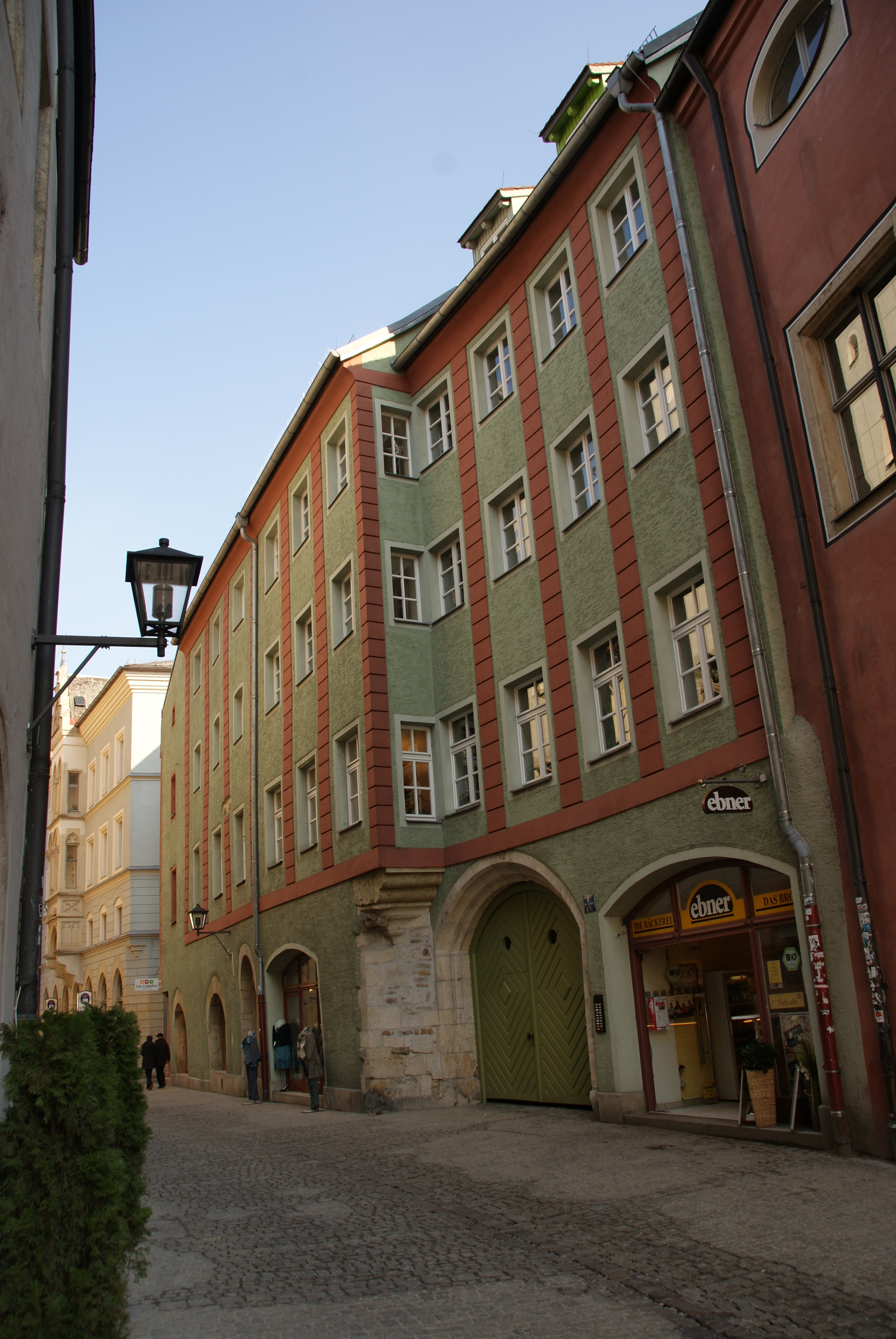
Gumprecht’sches Haus

Das Gumprecht’sche Haus ist ein Gebäude in der Neue-Waag-Gasse 1 in der Altstadt von Regensburg getrennt vom Reichssaal im Alten Rathaus nur durch die schmale Neue-Waag-Gasse. 
Das Haus wurde um die Wende vom 1. zum 2. Jahrtausend n. Chr. erbaut, 1052 erstmals genannt und fungierte ursprünglich als ein Lehen des Klosters Metten. Als frühester Besitzer wird die Familie Gumprecht Ende des zwölften Jahrhunderts genannt. Diese Familie war sehr wohlhabend und nahm zeit ihres Lebens Einfluss auf die Regensburger Stadtpolitik. Das Haus hatte ursprünglich sogar eine direkte bauliche Verbindung über einen begehbaren Schwibbogen mit dem damaligen Festsaal, dem heutigen Reichssaal des Rathauses. Heute ist das Haus im Besitz der Familie Insinger, die das 950 Jahre alte Baudenkmal im Jahr 1991 umfassend sanieren ließ.

## Gebäude
Das Gebäude wird in der Liste der Baudenkmäler in Regensburg-Zentrum unter der Nr. D-3-62-000-796 geführt und wie folgt beschrieben:
„Neue-Waag-Gasse 1. Wohnhaus, sog. Gumprecht’sches Haus, Vierflügelanlage, viergeschossige Vierflügelanlage mit Sattel- und Mansardendächern, Nordfassade mit gebänderten Lisenen, östlich Steinhaus, frühromanisch, um 1050, Nordflügel hochgotisch, um 1320/30, mit spätgotischen und barocken Umbauten und Erweiterungen.“
Exemplarisch für das Haus ist, dass es zu Beginn aus mehreren Gebäuden bestand, welche sich im Laufe der Zeit zusammenschlossen und schließlich zu einem Gebäude wurden. Im Grundriss sind die Buchstaben A–D zu finden, die den Aufbau näher erklären:
A: Gebäude, das an das heutige Verwaltungsgericht anschließt
B: Ehemaliges Pfannenstiel’sches Geschäft
C: Eckgebäude Waag-Gasse bzw. Rathausplatz
D: Bauten in der Neuen-Waag-Gasse gegenüber dem Hofbräuhaus.
Der Restaurator Siegfried Mühlbauer fand heraus, dass der Hauptteil in der ersten Hälfte des 14. Jahrhunderts erbaut wurde. Nach seinen Erkenntnissen ist das Gebäude „ein romanisch bis frühgotisches Haus mit einem sogenannten L-förmigen Grundriss.“ Im Laufe der Jahrhunderte durchlief es mehrere Bauphasen, bis es nach einem Brand im Jahr 1797 teilweise in barockem Baustil verändert wurde.

## Nutzung
Das Haus beherbergte in seiner Geschichte zahlreiche Persönlichkeiten als Übernachtungsgäste, so beispielsweise im 11. Jahrhundert das Fürstenkollegium, im Jahre 1322 den römisch-deutschen König Ludwig den Bayern und seinen Rivalen Friedrich den Schönen von Österreich und im Jahre 1859 den Maler Johann Georg Ostermayr.  Seit dem Erwerb durch die Familie Insinger im Jahre 1991 dient das Haus als Herberge für einen Teil des Verwaltungsgerichtes, 17 Wohneinheiten und ausgesuchte Läden des Einzelhandels. Derzeit befinden sich ein Bäcker, ein Schuhladen sowie ein Wohnaccessoires- bzw. Papierladen im Erdgeschoss des Gebäudes.